# Symmachia eurina
Symmachia eurina är en fjärilsart som beskrevs av William Schaus 1902. Symmachia eurina ingår i släktet Symmachia och familjen Riodinidae. Inga underarter finns listade i Catalogue of Life.